# امامزاده سید ولی (بازار تهران)
امامزاده سید ولی  از نوادگان امام محمد تقی علیه السلام پیشوای نهم شیعیان است.
این امامزاده در منتهی‌الیه شرقی بازار کفاش ها واقع است که از غرب به خیابان خیام و از جنوب شرقی به پاچنار متصل می شود.
بنای بقعه مربع شکل و هر ضلع آن تقریباً سه متر و نیم است و در شمال و غرب بقعه مسجدی از دوره فتحعلی شاه قاجار است.
ضریح قبلی از جنس چوب و متعلق به دوره قاجار بوده است.

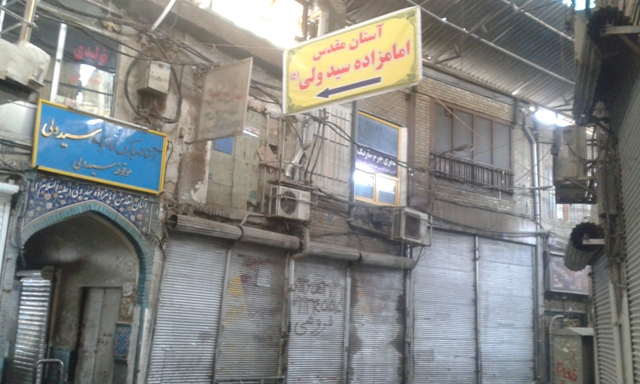
ورودی امامزاده سید ولی واقع در بازار تهران